# Склад временного хранения
Склад временного хранения (СВХ) — специально выделенное и обустроенное помещение или иное место, где осуществляется временное хранение товаров и транспортных средств, перемещаемых через таможенную границу Таможенного союза. На склад временного хранения помещаются товары и транспортные средства на временное хранение с момента их предъявления таможне до их выпуска под соответствующей таможенной процедурой.

## Создание склада временного хранения
Склады временного хранения могут учреждаться юридическим лицом при наличии лицензии таможенных органов РФ, либо таможенным органом Российской Федерации. В последнем случае лицензия не требуется. 
Юридическое лицо, учреждающее склад временного хранения, должно быть создано и зарегистрировано в соответствии с действующим законодательством РФ и расположено на территории Российской Федерации. Помимо права собственности на складские помещения, юридическое лицо должно иметь статус владельца склада, подтвержденный свидетельством, выдаваемым таможенными органами после прохождения юридическим лицом процедуры регистрации в соответствии с таможенным законодательством РФ.
Склады временного хранения могут быть открытого типа, т.е. доступными для использования любыми лицами, и закрытого типа, предназначенными для хранения товаров определенных лиц. На склад временного хранения могут помещаться любые товары, пока в соответствии с таможенными правилами и процедурами происходит их оформление и выпуск.

## Взаимоотношения с владельцами товаров
Взаимодействия владельца склада с лицами, помещающими на склад имущество, строятся на договорной и возмездной основе. Если владельцем склада временного хранения является таможенный орган Российской Федерации, то его отношения с лицами, помещающими товары и транспортные средства на склад, осуществляются в соответствии с Таможенным кодексом Евразийского Союза и ведомственными нормативными актами Федеральной таможенной службы РФ.

## Требования к работе
Таможенные органы устанавливают обязательные требования к месту расположения, конструкции и оборудованию склада временного хранения. Товары, которые могут причинить вред другим товарам или требуют особых условий хранения, должны храниться в специально приспособленных помещениях. Общий срок нахождения товаров и транспортных средств на складе временного хранения не может превышать четырех месяцев, а в случаях, предусмотренных другими статьями ТК ЕАЭС, — указанных в них сроков.